# Phyteuma rupicola
Phyteuma rupicola är en klockväxtart som beskrevs av Braun-blanq. Phyteuma rupicola ingår i släktet rapunkler, och familjen klockväxter. Inga underarter finns listade i Catalogue of Life.